# Katherine Vélez
Katherine Vélez Huertas (Bogotá, 4 de abril de 1971) es una actriz colombiana de cine, teatro y televisión. 

## Biografía

### Carrera
A pesar de tener docencia y una carrera establecida para cuando tenía 23 años, ella decidió lanzarse a la actuación. Su rol más destacado es el de  "La Generala” en la telenovela Hasta que la plata nos separe, y también por interpretar a Isabel Cristina en la serie El capo, actuación que la hizo ganadora del Premio India Catalina a la mejor actriz protagónica en serie en el año 2010. En el 2019, gracias a la "ley del actor" aprobada en el congreso de la República, se graduó, junto con más de 35 actores como maestro en arte dramático de la Universidad de Antioquia en alianza con la academia de Artes Guerrero en Medellín.

## Filmografía

### Televisión
| Año       | Título                          | Personaje                                 | Canal              |
| --------- | ------------------------------- | ----------------------------------------- | ------------------ |
| 1994      | Amanda, Tortas y Suspiros       | Amanda                                    |                    |
| 1995-1996 | María Bonita                    | Josefina Cáceres                          | RTI Television     |
| 1995-1996 | Las ejecutivas                  | Eloisa Calderón                           | Caracol Television |
| 1996-1997 | Guajira                         | Mónica de Fajardo                         | Canal RCN          |
| 1996-1997 | Hombres                         | Àngela                                    | Canal RCN          |
| 1997-1998 | Las Juanas                      | Yolanda Ex de Cabrales                    | Canal RCN          |
| 1998-1999 | Amores como el nuestro          | Juliana Estrada                           | Canal Uno          |
| 1998      | Hilos invisibles                |                                           |                    |
| 1999      | Marido y mujer                  | Rosario "Charito" Méndez                  | Caracol Television |
| 2000      | Francisco el matemático         | Ángela Suárez                             | Canal RCN          |
| 2002-2004 | Pecados capitales               | Silvana Valencia                          | Caracol Television |
| 2003      | No renuncies Salomé             | Maruja / Magnolia                         | Canal RCN          |
| 2003      | Sofía dame tiempo               | Adela Salazar Vda. De Rodríguez           | Telemundo          |
| 2004-2005 | La saga, negocio de familia     | Josefina Zárate de Manrique               | Caracol Television |
| 2006      | Merlina, mujer divina           | Loreta Rodríguez                          | Canal RCN          |
| 2006-2007 | Hasta que la plata nos separe   | Isabel María Duarte "La Generala"         | Canal RCN          |
| 2008      | Mujeres asesinas                | Helena "Ep12: Helena, la protectora"      | Canal RCN          |
| 2008-2009 | Aquí no hay quien viva          | Clarissa Fuentes de Guerra "La Avioneta"  | Canal RCN          |
| 2009-2010 | El capo                         | Isabel Cristina Marín de León Jaramillo   | Canal RCN          |
| 2010-2011 | Un sueño llamado salsa          | Amparo de La Oz                           | Canal RCN          |
| 2012-2013 | El capo 2                       | Isabel Cristina Marín de León Jaramillo   | Canal RCN          |
| 2013      | Amo de casa                     | Bertha Hernández "La Vecina"              | Canal RCN          |
| 2013      | Retrato de una mujer            | María Luisa Caicedo de Suárez/ de Bernald | Canal RCN          |
| 2014      | El capo 3                       | Isabel Cristina Marín de León Jaramillo   | Canal RCN          |
| 2016      | La niña                         | Gladys Rivera de Manjarrés                | Caracol Television |
| 2016-2017 | La ley del corazón              | Irma de Ruiz                              | Canal RCN          |
| 2017      | La luz de mis ojos              | Guillermina "Mema" Chadid de Bula         | Canal RCN          |
| 2017-2018 | Hermanos y hermanas             | Consuelo Álvarez                          | Canal RCN          |
| 2018      | Paraíso travel                  | María Raquel "Raquelita" Zuluaga          | Canal RCN          |
| 2018      | La ley secreta                  | Coronel María Emma Maldonado Vargas       | Netflix            |
| 2018      | Garzón vive                     | Gabriela Másmela de Cifuentes             | Caracol Television |
| 2019      | Álex de todas formas            | Mama de Alex                              | Señal Colombia     |
| 2019-2020 | El general Naranjo              | Amparo de Naranjo                         | Fox Premium Series |
| 2020      | Operación pacífico              | Helena Restrepo                           | Telemundo          |
| 2020      | El robo del siglo               | Romina "Romy" Bustamante                  | Netflix            |
| 2021      | Café con aroma de mujer         | Carmenza Suárez                           | Canal RCN          |
| 2023      | Ventino: el precio de la gloria | María Mercedes "Merce" García             | Caracol Television |
| 2024      | La sustituta                    | Ingrid de Calderón                        | Vix                |

### Cine
| Año  | Título                     | Personaje        |
| ---- | -------------------------- | ---------------- |
| 1997 | La deuda                   |                  |
| 2004 | Colombianos, un acto de fe |                  |
| 2004 | La Esquina                 |                  |
| 2012 | Sanandresito               | Flor             |
| 2012 | La Lectora                 | Tia Beatriz      |
| 2012 | Edificio Royal             | Margarita        |
| 2013 | Crimen con vista al mar    | Mercedes Miranda |

### Teatro
- Las novias de Travolta 2024-2025
- Producciones Tercer Timbre: Contussas 2007-2008
- Fundación Índice Teatro, montajes: Se Necesita Gente Con Deseos De Progresar – Muchacho no salgas- Quién dijo miedo 1998-2008
- Grupo Teatro Aquelarre: La noche de los asesinos- “Malinche” - “Antígona” 1991-1996

## Premios y nominaciones

### Premios India Catalina
| Año  | Categoría                                     | Telenovela o serie            | Resultado |
| ---- | --------------------------------------------- | ----------------------------- | --------- |
| 2022 | Mejor talento favorito del público            | Café con aroma de mujer       | Ganadora  |
| 2021 | Mejor actriz de reparto de telenovela o serie | El robo del siglo             | Nominada  |
| 2014 | Mejor actriz protagónica de telenovela        | Amo de casa                   | Nominada  |
| 2013 | Mejor actriz protagónica de serie             | El Capo 2                     | Nominada  |
| 2010 | Mejor actriz protagónica de serie             | El capo                       | Ganadora  |
| 2007 | Mejor actriz de reparto                       | Hasta que la plata nos separe | Ganadora  |
| 1998 | Mejor actriz de reparto                       | Cartas de amor                | Nominada  |

### Premios TVyNovelas
| Año  | Categoría                              | Telenovela o serie                  | Resultado |
| ---- | -------------------------------------- | ----------------------------------- | --------- |
| 2014 | Mejor actriz protagónica de telenovela | Amo de casa y Retratos de una mujer | Nominada  |
| 2013 | Actriz protagónica de serie favorita   | El Capo 2                           | Nominada  |
| 2010 | Mejor actriz protagónica               | El capo                             | Nominada  |
| 2007 | Mejor actriz de reparto                | Hasta que la plata nos separe       | Ganadora  |
| 1998 | Mejor actriz antagónica                | Las Juanas                          | Ganadora  |

### Premios Simón Bolívar
| Año  | Categoría               | Telenovela o serie | Resultado |
| ---- | ----------------------- | ------------------ | --------- |
| 1997 | Mejor Actriz de Reparto | Las Juanas         | Ganadora  |
| 1996 | Mejor Actriz de Reparto | Guajira            | Ganadora  |

### Premios Macondo
| Año  | Categoría               | Película                | Resultado |
| ---- | ----------------------- | ----------------------- | --------- |
| 2013 | Mejor actriz principal  | Crimen con vista al mar | Nominada  |
| 2013 | Mejor actriz de reparto | Edificio Royal          | Nominada  |

### Otros premios
- Orden «Honor al mérito SAYCO»; Senado de la República de Colombia: Por el trabajo realizado en teatro y televisión. Octubre de 2004.
- Premio ACPE: Mejor actriz de reparto, Guajira, 1997